# Амбатур
Амбатур је град у Индији у држави Тамил Наду. Према незваничним резултатима пописа 2011. у граду је живело 478.134 становника.

## Становништво
Према незваничним резултатима пописа, у граду је 2011. живело 478.134 становника.
| 1991.   | 2001.   | 2011.   |
| ------- | ------- | ------- |
| 215.424 | 310.967 | 478.134 |